# Hargarten
Hargarten là một khu tự quản thuộc huyện Bitburg-Prüm, bang Rheinland-Pfalz, Đức.